# Bruno Paradisi
Bruno Paradisi (Roma, 6 maggio 1909 – Roma, 18 gennaio 2000) è stato un giurista e storico italiano.
Docente di Storia del diritto all'Università degli Studi di Roma La Sapienza, fu direttore dell'Enciclopedia giuridica. È noto per l'opera Civitas maxima (1974) e per altri importanti saggi.